# We Baby Bears
We Baby Bears est une série télévisée d'animation américaine en 60 épisodes de 11 minutes, réalisée par Manny Hernandez d'après les personnages de Daniel Chong et diffusée depuis le 1er janvier 2022 sur Cartoon Network. Il s'agit d'une série dérivée de Ours pour un et un pour t'ours.
En France, la série sera diffusée à partir du 11 avril 2022 sur Cartoon Network, soit 3 mois après sa diffusion aux Etats-Unis.

## Synopsis
Les frères ours, Grizz, Panda et Polaire voyagent à travers différents mondes à bord de leur boite magique, grâce à un vœu, pour trouver un nouveau foyer.

## Distribution

### Voix françaises
- Maryne Bertieaux : Grizz
- Caroline Combes : Panda
- Catherine Desplaces : Polaire
- Version française
  - Société de doublage : VF Productions
  - Direction artistique : Cécile Villemagne
  - Adaptation des dialogues : Garance Merley
  - Enregistrement : Martinet Charlotte

### Voix originales
- Connor Andrade : Grizz
- Amari McCoy : Panda
- MAx Mitchell : Polaire
- Demetri : Narrateur
- Tom Kenny : Lanlord
- Kari Wahlgren : Fairy Twinky / 1 / 3
- Tru Valentino : Fariy Bminky / Finky
- Deedee Magno Hall : Fairy 2

## Production

### Fiche technique
- Titre: We Baby Bears
- Création : Daniel Chong
- Réalisation : Manny Hernandez
- Scénario : Manny Hernandez
- Montage : George Khair
- Musique : Andy Sturmer, Krandal Crews
- Direction artistique : Tony Pulham , Valerie Schwarz
- Production : Keith Mack, Carrie Wilksen
- Sociétés de production : Cartoon Network Studios
- Sociétés de distribution : Warner Bros. Television
- Pays d'origine :  États-Unis
- Langue originale : anglais
- Format : couleur - HDTV - 16/9 - Dolby Digital 5.1
- Genre : Série d'animation, Aventure, Comédie
- Nombre de saisons : 1
- Nombre d'épisodes : 20
- Durée : 11 minutes
- Dates de première diffusion :
  - États-Unis : 1er janvier 2022
  - France : 11 avril 2022

## Épisodes

### Saison 1 (2022)
1. La boîte magique
2. Les oursons et le haricot magique
3. Le mystère de la maison hantée
4. Le petit poisson-ours
5. Retour à l'âge de pierre
6. Excalibours
7. La maison en viande
8. Les aventures de Capitaine Polly
9. Graine de génie
10. L'enquête de bestiole-ville
11. Hashtag mon fan numéro 1
12. La montagne est notre maison
13. Le jour de la Fiesta (Fiesta Day)
14. La maison de Baba Yaga
15. Les oursons dans le noir
16. Un problème de taille
17. Les triple T Tigers
18. La famille de panda
19. Le conte des deux polaire
20. Unica
21. Des oursons et des moutons
22. L'animal de compagnie de Polaire
23. Alerte aux nuisibles
24. Pas de Terre, que de l'Air
25. Quenottes Express
26. Bébé Haute Couture
27. Nounours
28. Le ver dégoûtant
29. Le crayon magique
30. Les sorcières
31. La ville du bonheur joyeux
32. Retour vers le présent
33. Bain sur le Nil
34. La prairie des bulles
35. Qui a détruit le camping-car ?
36. Les oursons et le temple maudit
37. Le phare
38. La maison de poupée
39. Une étoile tombée du ciel